# Lucina von der Heyde
Pour les articles homonymes, voir von der Heyde.
Lucina von der Heyde est une joueuse de hockey sur gazon argentine évoluant au poste de milieu de terrain au Mannheimer HC et avec l'équipe nationale argentine.

## Biographie
Lucina est née le 24 janvier 1997 à Posadas dans la province de Misiones.

## Carrière
- Elle a concouru aux Jeux olympiques d'été de 2016 à Rio de Janeiro avec l'équipe nationale première[1],[2].
- Elle a remporté le prix de meilleure jeune joueuse de la saison en 2018[3].

## Palmarès
- : 1er au Champions Trophy 2016.
- : 1er à la Coupe du monde U21 2016.
- : 1er à la Coupe d'Amérique 2017.
- : 3e au Champions Trophy 2018.